# Provincia di Los Ríos
La provincia di Los Ríos (in spagnolo i fiumi) è una delle ventiquattro province dell'Ecuador, il capoluogo è la città di Babahoyo.
la provincia è situata nell'area delle pianure costiere ed è caratterizzata dalla presenza di numerosi fiumi che discendono dal versante occidentale delle Ande e sono per lo più affluenti del fiume Guayas.

## Geografia fisica
Confine a nord con la provincia di Santo Domingo de los Tsáchilas, a sud e ovest con la provincia del Guayas e ad est con le province di Cotopaxi e Bolívar.
Il territorio della provincia è per lo più pianeggiante, solo nella parte nordorientale vi sono modesti rilievi che non superano i 500 m s.l.m.
Il clima è tropicale, la temperatura media annua è intorno ai 23 °C con modeste fluttuazioni, da giugno a dicembre si ha una stagione secca con una temperatura lievemente più bassa (estate) mentre da dicembre a giugno il clima è caldo e umido con maggiori precipitazioni (inverno).
I numerosi fiumi, ai quali la provincia deve il suo nome, ne hanno fatto già prima della colonizzazione un'area di intensi scambi commerciali. L'abbondanza di acqua ne fa una delle zone più fertili del paese.
Il fiume principale è il Babahoyo che nasce nei pressi della città omonima dalla confluenza dei fiumi Caracol e San Pablo. Nel suo corso raccoglie le acque di diversi affluenti (tra gli altri, Vinces, Zapotal e Yaguachi), nei pressi di Guayaquil confluisce con il fiume Daule per formare il fiume Guayas che circa 50 km più a valle sfocia nel Golfo di Guayaquil.

## Cantoni
La provincia è suddivisa in 13 cantoni:
| #  | Cantone      | Capoluogo               |
| -- | ------------ | ----------------------- |
| 1  | Baba         | Baba                    |
| 2  | Babahoyo     | Babahoyo                |
| 3  | Buena Fé     | San Jacinto de Buena Fé |
| 4  | Mocache      | Mocache                 |
| 5  | Montalvo     | Montalvo                |
| 6  | Palenque     | Palenque                |
| 7  | Pueblo Viejo | Puebloviejo             |
| 8  | Quevedo      | Quevedo                 |
| 9  | Quinsaloma   | Quinsaloma              |
| 10 | Urdaneta     | Catarama                |
| 11 | Valencia     | Valencia                |
| 12 | Ventanas     | Ventanas                |
| 13 | Vinces       | Vinces                  |